# Acanthanectes hystrix
Acanthanectes hystrix es una especie de pez de la familia Tripterygiidae en el orden de los Perciformes.

## Distribución geográfica
Se encuentran en Sudáfrica